# 香冬青
香冬青（学名：Ilex suaveolens）是冬青科冬青属的植物，为中国的特有植物。分布在中国大陆的四川、广西、湖南、广东、云南、安徽、浙江、福建 、江西等地，生长于海拔600米至1,600米的地区，见于常绿阔叶林中，目前已由人工引种栽培。

## 异名
- Ilex debaoensis C. J. Tseng